# Боромлянська волость
Боромлянська волость — історична адміністративно-територіальна одиниця Охтирського повіту Харківської губернії із центром у слободі Боромля.
На 1862 рік до складу волості входили:
- слобода Боромля
- слобода Білка

Станом на 1885 рік — складалася з 7 поселень, 5 сільських громад. Населення  — 9095 осіб (4511 осіб чоловічої статі та 4584 — жіночої), 1699 дворових господарств.
|                     | Площа, десятин | У тому числі орної, дес. |
| ------------------- | -------------- | ------------------------ |
| Сільських громад    | 13918          | 10234                    |
| Приватної власності | 5988           | 3266                     |
| Іншої власності     | 375            | 288                      |
| Загалом             | 20816          | 13788                    |

Основні поселення волості станом на 1885:
- Боромля — колишня державна слобода при річці Боромля за 37 верст від повітового міста, 5931 особа, 1213 дворів, 5 православних церков, каплиця, 2 школи, лікарня, поштова станція, земська станція, 3 постоялих двори, 22 лавки, базари по понеділках і четвергах, 4 ярмарки на рік, 120 вітряних млинів, селітровий і винокурний заводи. За 7 верст — залізнична станція.
- Верхолюджа — колишнє державне село при річці Ворскла, 860 осіб, 142 двори.
- Криничне — колишнє власницьке село при озері Радомля, 760 осіб, 131 двір, православна церква, земська станція, селітровий і цегельний завод.
- Люджа (Люжа) — колишнє власницьке село при річці Люджа, 835 осіб, 154 двори, православна церква, лавка.

Найбільші поселення волості станом на 1914 рік:
- слобода Боромля — 11670 мешканців;
- село Криничне — 1145 мешканців;
- село Люджа — 1423 мешканців;
- село Верхолюджа — 1690 мешканців;
- село Микитівка — 1121 мешканець.

Старшиною волості був Ніколенко Іван Данилович, волосним писарем — Гриценко Петро Якович, головою волосного суду — Глушков Яків Іванович.